# NSU Ro 80
NSU Ro 80 — легковий автомобіль з кузовом типу 4-дверний седан і роторно-поршневим двигуном, що випускався німецькою автомобілебудівною компанією NSU Motorenwerke з 1967 по 1977 рік. У 1968 році визнаний «Європейським автомобілем року».

## Історія

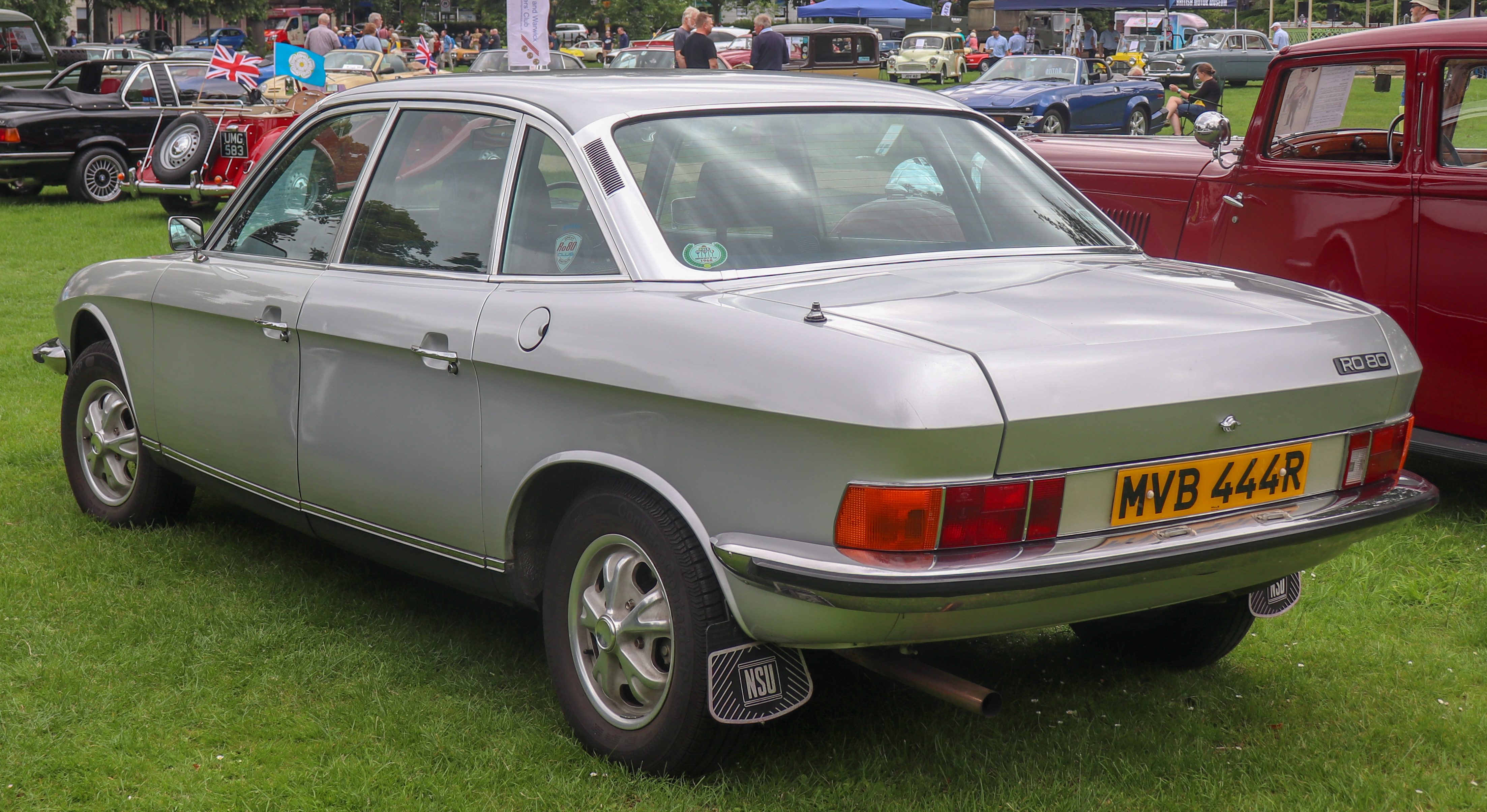

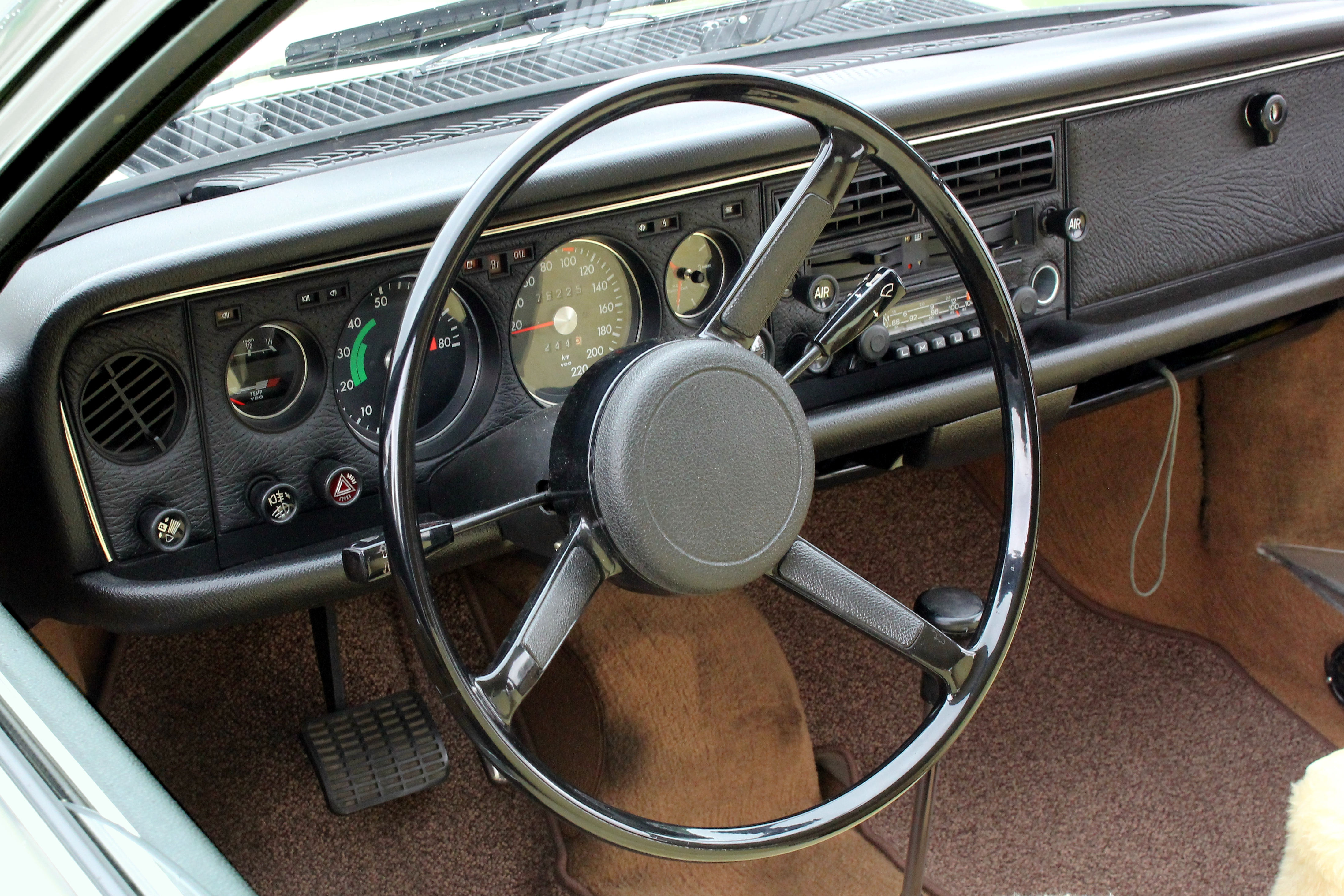

Автомобіль мав двигун Ванкеля об'ємом 995 см³ потужністю 113 к.с. (84 кВт) з переднім приводом і напівавтоматичного трансмісією. Однак машина мала репутацію ненадійної через низку істотних недоліків - ненадійного двигуна, який вимагав перебирання через кожні пройдені 50000 км (проблеми виникали вже при 24000 км пробігу), високе споживання пального, погану ізоляцію салону (остання проблема була згодом вирішена). До 1970 року більшість з цих проблем були вирішені, але щедра гарантійна політика NSU безнадійно підірвала фінансове становище компанії і в 1969 році вона була перекуплена компанією Audi (в складі Volkswagen). У 1970-ті роки Ro80 продавалися за відносно низькою ціною через загальновідомі проблеми з надійністю, тому на неї стали встановлюватися двигуни Ford V4 Essex, які були досить компактними, щоб поміститися в невеликий передній відсік машини. В даний час NSU Ro 80 серед колекціонерів автомобілів вважається дуже рідкісною і дорогою класичною машиною.
Іншою технічною особливістю Ro 80 були дискові гальма на всіх колесах ATE Dunlop, в той час встановлювалися тільки на дорогих спортивних машинах і автомобілях класу люкс. Всі колеса мали незалежну підвіску зі стійками типу McPherson попереду і діагональний важіль ззаду. Пізніше встановлювався підсилювач рейкового кермового управління ZF.
Автомобіль мав унікальну напівавтоматичну трансмісію - педаль зчеплення була відсутня, а замість неї встановлювався електричний перемикач, в потрібний час включав за допомогою вакуумної системи необхідну передачу.
Салон мав килимове і ПВХ-покриття.
Дизайн, розроблений Клаусом Луте (Claus Luthe), главою дизайнерського відділу спочатку NSU, а пізніше і BMW, був дуже свіжим і сучасним. Кузов мав велику площу скління, як і у Citroën 1970-х років. Стиль Ro 80 запозичений багатьма автомобілями 1980-1990-х років, зокрема, Audi 100 1982 року. Коефіцієнт опору повітря становив всього 0,355 - дуже хороший результат для автомобілів того часу і дозволяв розвивати максимальну швидкість до 180 км/год.
Серійне виробництво почалося в жовтні 1967 року, останні машини зійшли з конвеєра в квітні 1977 року. За всі десять років виробництва випущено 37 204 автомобілі.

## В ігровій і сувенірній індустрії
У 1970-ті роки модель NSU Ro 80 в масштабі 1:43 випускалася італійською фірмою Mebetoys. У моделі відкривалися передні дверцята, капот і багажник.
З 1985 р. до кінця 1990-х на Запорізькому титано-магнієвому комбінаті випускалася модель на формах, викуплених у Mebetoys. Запорізький римейк відрізнявся більш грубим фарбуванням, іншими колесами і написами на дні: назва моделі, ціна 3 крб. 50 коп. та логотип комбінату.